# Новоелизаветовка (Херсонская область)
Новоелизаветовка (укр. Новоєлизаветівка) — село в Горностаевской поселковой общине Каховского района Херсонской области Украины. В 2022 году, во время вторжения России на Украину, село было захвачено. На данный момент находится под оккупацией войск РФ.
Население по переписи 2001 года составляло 220 человек. Почтовый индекс — 32605. Телефонный код — 5544. Код КОАТУУ — 6522680503.

## Местный совет
74631, Херсонская обл., Горностаевский р-н, с. Великая Благовещенка, ул. Ленина, 12